# Dimítris Limniós
Dimítris Limniós (grec moderne : Δημήτρης Λημνιός), né le 27 mai 1998 à Vólos, est un footballeur grec qui évolue au poste d'ailier droit au Fortuna Sittard, en prêt du Panathinaïkós.

## Carrière

### En club
Le 16 octobre 2014, à l'age de 16 ans, il joue son premier match avec l'Atromitos FC en championnat contre Ergotelis au Peristeri Stadium en entrant à la 84e minute. Il est devenu le troisième jeune joueur de l'histoire du championnat grec. 
Le 6 avril 2017, il signa avec PAOK Salonique avec lequel il débute le 20 août 2017 contre Levadiakos. Le 29 novembre 2017, il signe son premier but contre Aiginiakos F.C. en Coupe de Grèce. 

## Palmarès
- Coupe de Grèce : 2018